# Золотая медаль имени В. Г. Шухова
Золотая медаль имени В. Г. Шухова — нагрудная золотая медаль названная в честь инженера, изобретателя и учёного В. Г. Шухова, присуждается Международным Союзом научных и инженерных объединений (обществ) (Союз НИО) и Российским Союзом научных и инженерных общественных объединений РосСНИО учёным и инженерам за выдающийся вклад в развитие науки и техники. Союз НИО и входящие в него объединения, общества и ассоциации являются преемниками Русского Технического общества, основанного в 1866 году по инициативе ведущих ученых, инженеров и крупных промышленников России. РосСНИО и Союз НИО (Union of Scientific and Engineering Societies (USEA))  являются международными членами Всемирной федерации инженерных организаций (ВФИО) (англ. World Federation of Engineering Organizations), в состав которой входят национальные инженерные объединения свыше 80 стран мира.

## Учреждение премии
Эта награда учреждена совместно с Международным Союзом научных и инженерных общественных объединений в 1990 году.. Присуждается персонально инженерам и специалистам за выдающийся вклад в развитие науки и техники.
| Уменьшить обратно                        |
| Настольная золотая медаль им.В.Г. Шухова |

Также награда имени выдающегося инженера, почетного академика В.Г. Шухова, существует в настольном варианте. Настольная Золотая медаль является высшей наградой общественных научных организаций Союза НИО и АИН РФ..
Настольная Золотая медаль имени В.Г. Шухова присуждается отечественным и зарубежным ученым, инженерам и специалистам, внесшим большой вклад в развитие инженерной науки, техники, высшего профессионального образования, в создание новых наукоемких технологий, новых видов машин, оборудования, приборов и организацию их производства, а также за их многолетнюю и плодотворную работу в организациях Союза НИО и АИН РФ по расширению и углублению международных связей и укреплению научно-технического сотрудничества.

## Лауреаты
- Л. Н. Кошкин — за создание и широкомасштабное внедрение автоматических роторных и роторно-конвейерных линий
- Н. В. Никитин — за проектирование и создание особо ответственных высотных сооружений (Останкинская телебашня)
- академик Б. Е. Патон — за цикл научных и инженерных работ в металлургии и спецметаллургии, технологии и сварке металлов, получении и обработке новых материалов
- генеральный конструктор «ОКБ Сухого» М. П. Симонов — а выдающийся вклад в развитие отечественного авиастроения, разработку и создание спортивных самолётов и боевых авиационных комплексов; разработку и создание спортивных самолётов и боевых авиационных комплексов (1995)
- академик С. Н. Ковалёв — за выдающийся вклад в развитие морской техники, разработку и создание атомных подводных лодок стратегического назначения и морских ледостойких стационарных платформ для нефтяных и газовых месторождений
- авторский коллектив специалистов за решение комплекса транспортных, градостроительных, социальных и экологических проблем при реконструкции и строительстве Московской кольцевой автомобильной дороги
- конструктор и изобретатель М. Т. Калашников — за выдающиеся инженерные разработки при создании автоматического оружия и другие.
- академик К. С. Колесников
- Б. В. Гусев, президент Российской инженерной академии — за открытие процесса, который обеспечил производство бетона
- И. С. Селезнёв — советский и российский конструктор ракетного оружия, Генеральный конструктор МКБ «Радуга» (2002)
- Н. А. Макаровец — генеральный директор и генеральный конструктор ФГУП «ГНПП «Сплав» за выдающийся вклад в развитие отечественной науки (2005)[4].

Золотой медалью имени В. Г. Шухова также награждены:
- коллектив французских инженеров и специалистов за выполнение комплекса научных, конструкторских и технологических разработок по созданию и обеспечению надёжной эксплуатации высокоскоростных пассажирских поездов;
- франко-английский коллектив разработчиков проектных и строительных решений по сооружению тоннельного перехода под проливом Ла-Манш.
- Фуксу Игорю Григорьевичу с вручением медали и диплома в 2003 году, Отту Виктору Иоганесовичу и Мурадову Александру Владимировичу с вручением дипломов в 2008 году.[5]
- Кульчицкому Валерию Владимировичу за большой вклад в развитие инженерной науки, высшего профессионального образования по технологиям дистанционного интерактивно-производственного обучения, создание новых наукоемких геонавигационных технологий.[6]
- в 2013 году авторский коллектив разработчиков, представленный московским авиационным институтом (техническим университетом) в составе: В.А. Гнездилова, И.В. Бармина, В.А. Никулина, З.И. Камышан, М.В. Буркина, Д.Кулон, Ж.-М. Асторг, Я. Солана за работу «Создание мобильной башни обслуживания(МБО) ракет-носителей «Союз-СТ» для Гвианского космического центра».[7]